# يوم 13 (فلم)
يوم 13 هو فيلم مصري عرض عام 2023 في موسم عيد الفطر، بطولة أحمد داود ودينا الشربيني وشريف منير وأروى جودة ومحمد ثروت، ومن تأليف وإخراج وائل عبد الله، وهو من أفلام عيد الفطر 1444 هـ.
هذا الفيلم بحسب صناعه هو أول فيلم عربي روائي بتقنية ثلاثية الأبعاد.

## قصة الفيلم
تدور أحداث الفيلم في إطار من الرعب، حيث يعود عز الدين من الخارج بعد غياب سنوات طويلة، باحثا عن أهله، ومع إقامته في قصر عائلته، يكتشف مغامرة غير متوقعة داخل القصر.

## طاقم التمثيل
- أحمد داود
- دينا الشربيني
- شريف منير
- أروى جودة
- محمد ثروت
- نسرين أمين
- إيناس كامل
- فيدرا
- جومانا مراد
- محمود عبد المغني
- أحمد زاهر
- نهى عابدين
- نهال عنبر
- جيهان خليل
- محمد كيلاني
- مجدي كامل

## فريق العمل
- تأليف وإخراج: وائل عبد الله
- مدير التصوير: مصطفى فهمي
- مونتاج: أحمد يحيى
- موسيقى تصويرية: هشام خرما
- إنتاج: أوسكار للتوزيع ودور العرض (لؤي عبد الله)
- توزيع داخلي: أوسكار للتوزيع ودور العرض
- توزيع خارجي: طاهر ميديا برودكشن

## وصلات خارجية
- مقالات تستعمل روابط فنية بلا صلة مع ويكي بيانات